# Kinesiska Draken (roman)
Kinesiska Draken är den tolfte boken av Kim Kimselius i serien om Theo och Ramona och gavs ut 2009. Handlingen utspelar sig i Kina under Qin- och Tangdydastierna.